# 莫霍计划

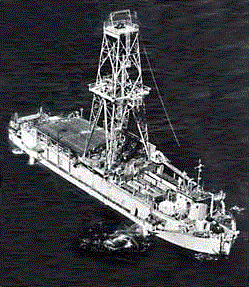
“CUSS I号”钻井船。该船当时属于环球海洋勘探公司，美国国家科学基金会在1960年12月23日与该公司签订协议，使用该船实施莫霍计划的钻探任务。

莫霍计划（Project Mohole）是美国一项试图钻穿地壳到达莫霍面的计划，为高调的太空竞赛提供地球科学补充。该项计划最早于1952年由美国多样性协会（American Miscellaneous Society，AMSOC）向国家科学基金会（National Science Foundation，NSF）提出建议，最终于1958年被采纳。

## 历史
1961年3月23日-4月12日，美国多样性协会使用“CUSS I号”钻井船在墨西哥瓜德罗普岛近海3558米水深处钻了5口深海钻井，最大井深183米。这是首次在深海海底打钻成功，并且发现了中新世时代的海底沉积层是由至少13米的玄武岩组成。尽管获得了初步的成功，但是该计划受到了来自政治和经济上的影响，最终美国众议院于1966年8月18日否决了对该计划的拨款。莫霍计划因此搁浅。